# Фауст Корнелий Сула
Вижте пояснителната страница за други личности с името Фауст Корнелий Сула.
Фауст Корнелий Сула (на латински: Faustus Cornelius Sulla; * 86 пр.н.е.; † 46 пр.н.е., Мавретания) e син на римския диктатор Луций Корнелий Сула Феликс и на Цецилия Метела Далматика. След смъртта на родителите му той и неговата сестра близначка Корнелия Фауста е отгледан от Луций Лициний Лукул.
Фауст Сула служи 63 пр.н.е. като военен трибун при своя свекър Гней Помпей и е първият римлянин, изкачил градската стена на Йерусалим. През 62 или 56 пр.н.е той е монетен управител, дава игри през 60 пр.н.е в чест на баща си и през 54 пр.н.е. е квестор. През 52 пр.н.е. той се грижи за възстановяването на изгорелия при стълковения Курия Хостилия. Той откупва историка Тимаген от Александрия.
След избухването на гражданската война 49 пр.н.е. Фауст Сула е проквестор с империум на претор на войската, която завежда при Помпей в Епир. Той е командир и при боевете следващата година в Македония против цезарския генерал Гней Домиций Калвин. След загубата на Помпей в битката при Фарсала той бяга през Патра в Северна Африка. След победата на Цезар през 46 пр, н.е. в битката при Тапс, Сула се опитва заедно със съпугата си Помпея Магна и Луций Афраний, да избяга в Испания, но е заловен от Публий Ситий и след няколко дена убит. Помпея и децата им попадат в ръцете на Юлий Цезар, който после ги освобождава и са оставени живи по заповед на Цезар.
От 57 пр.н.е. до смъртта си Фауст е авгур.
Фауст Сула е женен за Помпея Магна, единствената дъщеря и второто дете на римския триумвир Помпей Велики от неговата трета женитба с Муция Терция.
Помпея ражда на Фауст две  или три деца. Синът им Фауст (II) Корнелий Сула e суфектконсул през 31 г.